# Monti Laurenziani
I Monti laurenziani (in francese Laurentides) sono una catena montuosa del sud del Québec in Canada a nord del fiume San Lorenzo e del fiume Ottawa.
Il Gatineau, L'Assomption, Lièvre, Montmorency, Nord e Saint. Maurice nascono nei laghi di queste montagne.
Le montagne Laurenziane sono una delle più vecchie catene di monti al mondo, contiene rocce depositate prima del periodo Cambriano di 540 milioni di anni fa.